# 秋山まりあ
秋山 まりあ（あきやま まりあ、1962年〈昭和37年〉3月9日 - ）は日本の民間セラピスト、催眠心理療法士、著述家、IT起業コンサルタント。Creative Power Japan Inc. 代表取締役CEO。

## 著書
- 『100%自分原因説で物事を考えてみたら…… -Creative Power Method-』（2012年、パブラボ）ISBN 978-4434170386
- 『もっと100%自分原因説で物事を始めてみたら…… -Creative Power Method-』（2013年、パブラボ）ISBN 978-4434177453
- 『100%自分原因説であたらしい私になる! ワークブック』（2013年、宝島社）ISBN 978-4800212856
- 『本当に幸せになる手帳 2015』（2014年、中央公論新社）ISBN 978-4120046797
- 『図解版 100%自分原因説』（2014年、パブラボ）ISBN 978-4434198588
- 『100%自分原因説で未来を引き寄せる魔法のMessage』（2014年、宝島社）ISBN 978-4800234896
- 『100%自分原因説で大好きな人に世界一愛される』（2014年、PHP研究所）ISBN 978-4569822105
- 『100%自分原因説で大好きな人とハッピーウエディング』（2015年、PHP研究所）ISBN 978-4569828190
- 『本当に幸せになる手帳2016』（2015年、中央公論新社）ISBN 978-4120047787
- 『100%自分原因説でハッピーなお金持ちになる』（2016年、中央公論新社）ISBN 978-4120049156
- 『2018 秋山まりあの幸せを引き寄せるフラワーカレンダー』（2017年、エムディエヌコーポレーション）ISBN 978-4844366911
- 『本当に幸せになる手帳2018』（2015年、中央公論新社）ISBN 978-4120050176
- 『7日間で新しい私になる! 100%自分原因説』（2017年、PHP文庫）ISBN 978-4569767932
- 『秋山まりあの 幸せを引き寄せる フラワー日記帳』（2017年、エムディエヌコーポレーション）ISBN 978-4844367246
- 『本当に幸せになる手帳2020』（2019年、中央公論新社）ISBN 978-4120052439

### 共著
- 『マイ・シンデレラ・レッスン 幸せな未来からの招待状』（2014年、主婦の友社）ISBN 978-4072914632 - 道端ジェシカ、スティーブン・ヘインズとの共著